# F.I.R.E.
F.I.R.E. (Fast, Ingenious and Risky Elimination) ist ein horizontal scrollendes Shoot-’em-up-Computerspiel, das 1988 in der Tschechoslowakei erschien.

## Spielprinzip
Mit einem Raumschiff fliegt der Spieler über eine Planetenoberfläche und muss dabei allerhand Gegner aus den Weg räumen. Anfangs noch mit einer schwachen Laserkanone bestückt, kann er durch Einsammeln von Power-ups sein Waffensystem verbessern oder durch ein Schutzschild begrenzte Zeit unsterblich werden sowie die Geschwindigkeit erhöhen. Verliert der Spieler ein Leben (anfangs drei) werden seine Upgrades zurückgesetzt.
Ziel dieses Shooters ist es vier Level mitsamt Endgegner erfolgreich abzuschließen, danach werden die Level solange wiederholt, bis der Spieler keine Leben mehr übrig hat. Selbstverständlich sollte ein möglichst hoher Highscore erzielt werden.
Das Spielprinzip ist von Gradius beeinflusst.

## Kritiken
Der Titel wurde wohl nicht weiter in der zeitgenössischen oder aktuellen Spielepresse besprochen.